# Греція на літніх Олімпійських іграх 1908
Греція на літніх Олімпійських іграх 1908 була представлена 20 спортсменами у 3 видах спорту.

## Медалісти
Срібло
| Срібло |                         |                                            |
| №      | Спортсмени              | Вид спорту (дисципліна)                    |
| 1      | Константінос Циклітірас | Легка атлетика (стрибки в довжину з місця) |
| 2      | Константінос Циклітірас | Легка атлетика (стрибки у висоту з місця)  |
| 3      | Міхаліс Дорізас         | Легка атлетика (метання списа)             |